# أبولوسا (فلم)
أبولوسا (بالإنجليزية: Appaloosa) هو فيلم غرب أمريكي مبني على رواية تحمل نفس الاسم للكاتب روبرت بي. باركر، الفيلم من إخراج إد هاريس وبطولة فيجو مورتينسين، إد هاريس، رينيه زيلويغر، جيرمي أيرونز وتيموثي ليونارد سبال، صدر الفيلم في 19 سبتمبر 2008.

## روابط خارجية
- مقالات تستعمل روابط فنية بلا صلة مع ويكي بيانات